# Motorola RAZR V3i
Motorola RAZR V3i — GSM телефон компании Motorola.
Дальнейшее развитие сверх-популярной модели RAZR V3. В отличие от неё, получил 1,3-мегаписельную фотокамеру и поддержку карт памяти формата microSD.

## Модификации
За время выпуска было создано множество модификаций модели, которые имеют как незначительные внешние отличия, так и серьёзные аппаратные различия, вплоть до совершенно разных платформ.
Ниже описаны некоторые из них:
- RAZR V3e — модификация RAZR V3i с поддержкой EDGE (на самом деле все V3i поддерживают EDGE, но из-за заводского брака в первых партиях эта возможность отключена в прошивке обычных V3i).
- RAZR V3ire — известная также как V3_07, это новая платформа модели V3i. Отличается аппаратно и программно от обычного RAZR V3i и других его модификаций, а потому абсолютно не совместима с ними.
- RAZR V3t — модификация RAZR V3i для оператора T-Mobile. От обычной модели отличается только прошивкой.
- RAZR V3i iTunes — модификация с предустановленным приложением Apple iTunes как у ROKR E1 и SLVR L7 iTunes. От обычного RAZR V3i отличается прошивкой и наличием отдельной кнопки запуска
плеера iTunes на клавиатуре(в обычном V3i эта кнопка используется для входа в меню сообщений).
- RAZR V3i D&G — отличается золотой расцветкой корпуса и наличием предустановленного контента тематики Dolce & Gabbana

| Общие характеристики                        | Общие характеристики                              |
| ------------------------------------------- | ------------------------------------------------- |
| Диапазоны частот                            | GSM 900/1800/1900                                 |
| Тип корпуса                                 | книжка                                            |
| Конструкция                                 | джойстик                                          |
| Антенна                                     | встроенная                                        |
| Вес                                         | 95 г                                              |
| Размеры                                     | 98x53x14 мм                                       |
| Звонки                                      |                                                   |
| Тип мелодий                                 | полифонические, MP3-мелодии                       |
| Число мелодий                               | 32                                                |
| Виброзвонок                                 | есть                                              |
| Связь                                       |                                                   |
| Интерфейсы                                  | Bluetooth                                         |
| Доступ в интернет                           | WAP 2.0, GPRS, EDGE, POP/SMTP-клиент              |
| Синхронизация с компьютером                 | есть                                              |
| Сообщения                                   |                                                   |
| Дополнительные функции SMS                  | ввод текста со словарём                           |
| MMS                                         | есть                                              |
| EMS                                         | есть                                              |
| Другие функции                              |                                                   |
| Управление                                  | голосовой набор, голосовое управление             |
| Режимы кодирования звука HR, FR, EFR        | есть                                              |
| Экран                                       |                                                   |
| Тип экрана                                  | цветной TFT-экран, 262 144 цветов                 |
| Размер изображения                          | число строк — 8, 176×200 пикс.                    |
| Дополнительный экран                        | есть, цветной, 65 536 цветов                      |
| Мультимедийные возможности                  |                                                   |
| Встроенная фотокамера                       | 1280×960 (1,23 млн пикс.), цифровой Zoom 8×       |
| Запись видеороликов                         | есть                                              |
| Аудио                                       | MP3-проигрыватель (битрейт до 256), поддержка WMA |
| Диктофон                                    | 60 сек                                            |
| Игры                                        | есть                                              |
| Java-приложения                             | есть                                              |
| Тип карты памяти                            | microSD (TransFlash)                              |
| Питание                                     |                                                   |
| Тип аккумулятора                            | Li-Ion                                            |
| Ёмкость аккумулятора                        | 710 мАч                                           |
| Время разговора                             | 6:40 ч:мин                                        |
| Время ожидания                              | 250:00 ч:мин                                      |
| Записная книжка и органайзер                |                                                   |
| Записная книжка в аппарате                  | 1000 номеров                                      |
| Поиск по книжке                             | есть                                              |
| Обмен между SIM-картой и внутренней памятью | есть                                              |
| Органайзер                                  | будильник, калькулятор, планировщик задач         |

## Похожие модели
- Motorola RAZR V3
- Motorola RAZR V3xx